# Lepidodactylus pusillus
Lepidodactylus pusillus este o specie de șopârle din genul Lepidodactylus, familia Gekkonidae, descrisă de Cope 1869. Conform Catalogue of Life specia Lepidodactylus pusillus nu are subspecii cunoscute.